# Iresioides humeralis
Iresioides humeralis là một loài bọ cánh cứng trong họ Cerambycidae.